# Carlo Ignazio Monza
Carlo Ignazio Monza (Milà, Llombardia, 1735 - 19 de desembre de 1801) fou un organista i compositor italià.
Fou deixeble de Fioroni i company d'estudis de Quaglia i mestre de capella de la cort i de la catedral de la seva ciutat natal (Milà), càrrec en el que fou substituït per aquell company d'estudis.
Va escriure per al teatre i obres de caràcter religiós; en aquest últim gènere se li deuen diverses misses, vigilies i motets, i entre la seva producció teatral hi figuren les òperes Temistocle, Nitteti, Cajo Mario, Ifigenia in Tauride i Erofile. També va compondre música instrumental, de la que publicà diverses obres, entre elles sis sonates per a clavicèmbal i violí (Londres, 1788).